# Regius Professor of Mathematics (Warwick)

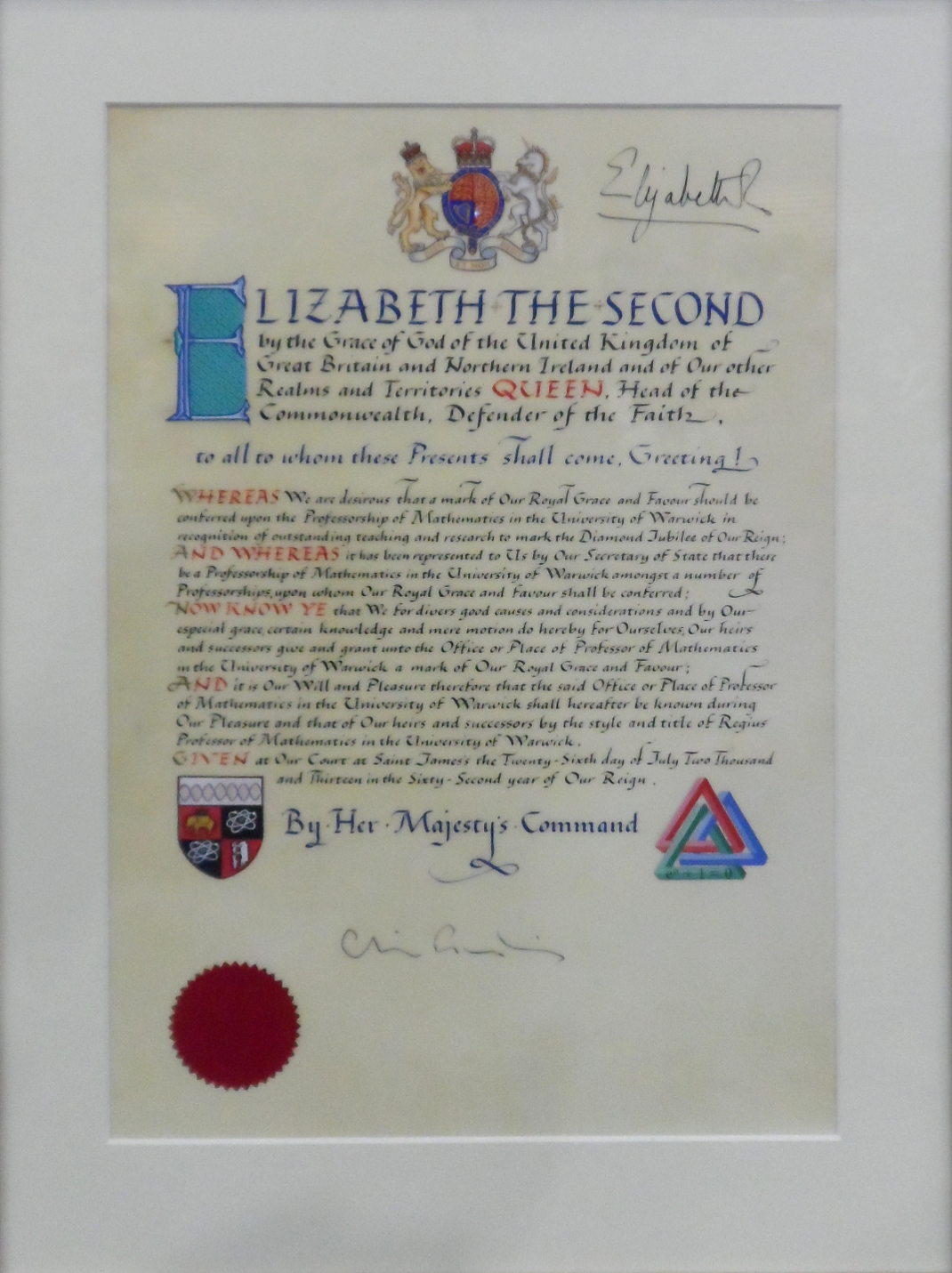
Stiftungsurkunde für den Regius Chair of Mathematics in Warwick, 2013

Der Regius Professor of Mathematics ist eine 2013 von Elisabeth II. anlässlich ihres Thronjubiläums zur Regius Professur ernannte, aber schon zuvor bestehende Professur für Mathematik an der University of Warwick. Neben dieser besteht eine 1668 von Karl II. gegründete Regius-Professur für Mathematik an der University of St Andrews, ebenfalls als Regius Professor of Mathematics bezeichnet. Anlässlich des 90. Geburtstags der Königin stiftete diese 2015 erneut zwölf Regius Professuren, von denen eine die Regius Professur of Mathematics an der University of Oxford war.

## Geschichte der Professur
Als die Universität von Warwick 1963 eingerichtet wurde, wurden zehn Professuren geschaffen, darunter Mathematik, Ingenieurwissenschaften, Chemie und Physik. Der Lehrstuhl für Mathematik wurde 1964 mit Christopher Zeeman besetzt. Zeeman leitete das Mathematikinstitut bis 1988 und begründete den Ruf des Instituts. Als die Universität 1965 die Royal Charter of Incorporation erhielt, existierte der Lehrstuhl schon.

### Stiftung der Professur

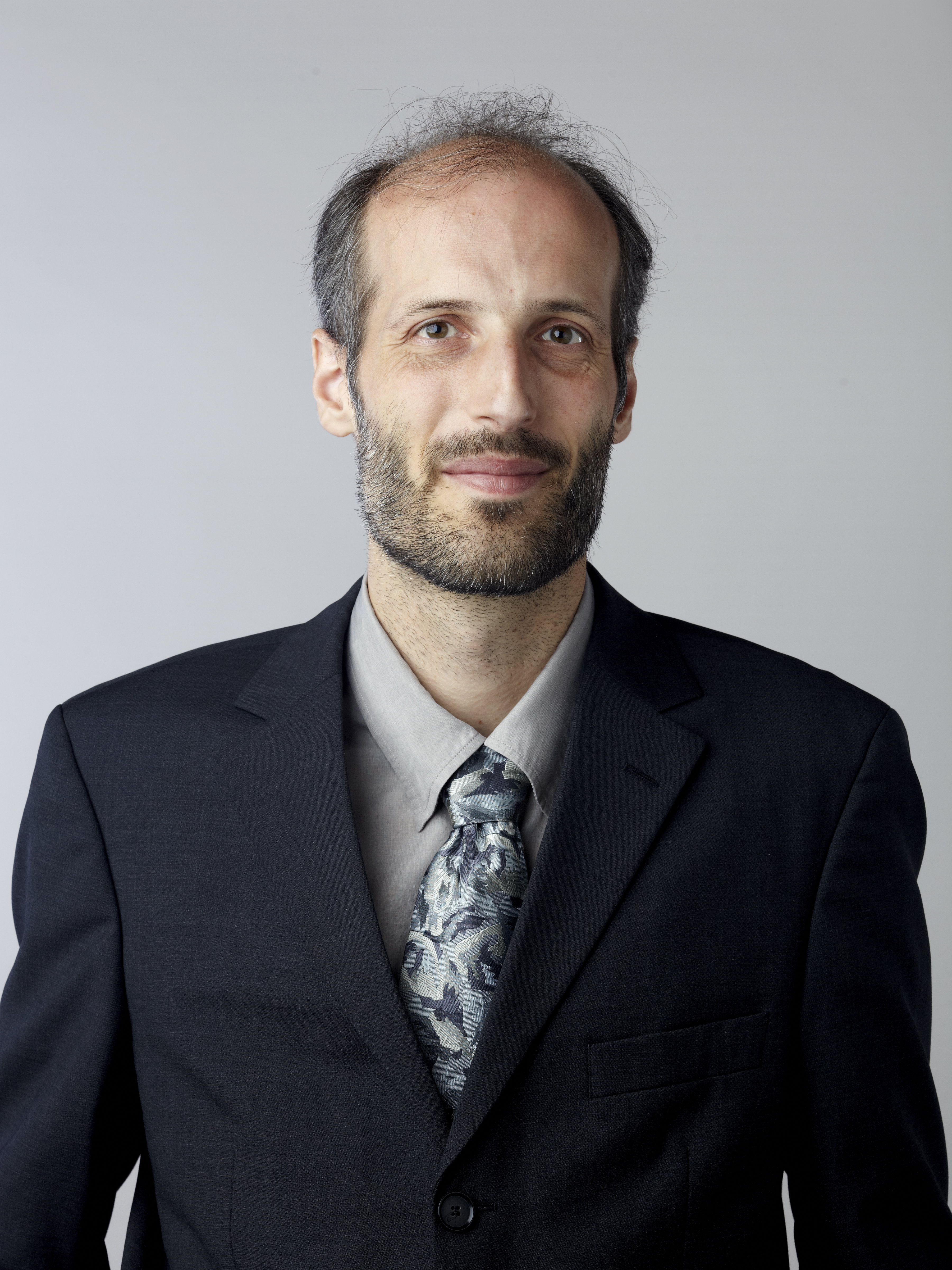
Martin Hairer, 2014, erster Regius Professor an der University of Warwick

2013 wurden Pläne bekannt, für jedes Jahrzehnt der Regentschaft von Elisabeth II. eine Regius-Professur zu unterstützen. Die eingereichten Vorschläge waren für das Beratungsgremium unter der Leitung von Graeme Davies und die Queen so überzeugend, dass schließlich doppelt so viele, nämlich zwölf Professuren benannt wurden, darunter eine Professur an einer der jüngsten Universitäten des Königreichs in Warwick. In den 100 Jahren vor dieser Stiftung war außer einer Stiftung im Jahr 2009 anlässlich des 200. Geburtstags von Charles Darwin keine Regius Professur mehr gegründet worden. Die letzte erfolgte noch durch Queen Victoria. Die Gründe für die Wahl wurden nicht offengelegt. Gemeinhin wird aber das hohe akademische Niveau als wesentlicher Faktor bezeichnet. Die Weltklasse der Forschung in Warwick nennt auch der erste Regius Professor in einem Interview anlässlich der Verleihung der Fields-Medaille als vermutlichen Grund der Stiftung. So benennt die Stiftungsurkunde (siehe Bild) in recognition of outstanding teaching and research, ohne auf die Bewertung einzugehen.
Der seit 2002 an der University of Warwick tätige Österreicher Mathematiker Martin Hairer, seit 2010 Full Professor, wurde der erste Regius Professor of Mathematics. Knapp ein Jahr nach seiner Ernennung wurde ihm 2014 auch die Fields-Medaille, der wichtigste Wissenschaftspreis für Mathematiker verliehen. Die Institute für Mathematik und Statistik wurden von der britischen Regierung 2014 im kombinierten Ergebnis als das drittbeste Großbritanniens bewertet. 2017 verließ Hairer Warwick und nahm eine Professur in London an.
Nach Hairers Weggang blieb die Professur für sechs Jahre verwaist, bis 2023 der britische Mathematiker Tim Austin auf den Lehrstuhl berufen wurde.

## Regius Professoren für Mathematik
| Name                       | Namenszusatz | von          | bis   | Anmerkung |
| -------------------------- | ------------ | ------------ | ----- | --- |
| Martin Hairer              | FRS          | 2013         | 2017  | Knapp ein Jahr nach seiner Ernennung zum Regius Professor erhielt Professor Hairer die Fields-Medaille für seine Theorie stochastischer partieller Differentialgleichungen. 2017 verließ er Warwick um eine Professur am Imperial College London anzunehmen. |
| Timothy Derek „Tim“ Austin |              | 1. Juli 2023 | heute | Der in Cambridge ausgebildete, britische Mathematiker hatte vor seiner Berufung an Universitäten in den USA und Großbritannien gearbeitet. Er gilt als Fachmann für die Ergodentheorie und weiteren Themen.                                                  |